# Nécropole nationale de Chauconin-Neufmontiers
Pour un article plus général, voir Sites funéraires et mémoriels de la Première Guerre mondiale (Front Ouest).
La nécropole nationale de Chauconin-Neufmontiers, plus connue sous le nom de « Grande tombe de Villeroy » est un ossuaire, situé sur le territoire de la commune de Chauconin-Neufmontiers en Seine-et-Marne, qui rassemble les dépouilles de 133 soldats français tués le 5 septembre 1914 et inhumés les 7 et 8 septembre in situ.

## Historique

### Le premier jour de la bataille de la Marne
Le 5 septembre 1914, les soldats de la 19e compagnie du 276e régiment d'infanterie arrivèrent à Villeroy et affrontèrent le feu ennemi. Parmi les officiers se trouvaient le capitaine Guérin, âgé de 32 ans et le lieutenant Charles Péguy, âgé de 41 ans qui fut tué à la tête de ses hommes, d'une balle en plein front.

### Édification des monuments
En 1920, le monument qui avait été édifié sur les lieux mêmes du combat fut profané. Le monument actuel fut édifié en 1932 et la stèle à la mémoire de Charles Péguy fut érigée en 1936.
En 1992, le monument à Charles Péguy fut déplacé sur le territoire de la commune de Villeroy, à l'endroit d'où partit l'attaque du 5e bataillon du 276e régiment d'infanterie. Chaque année, en septembre, se déroulent des cérémonies en souvenir des morts du 5 septembre 1914.

## Caractéristiques
Le monument a été conçu par l’architecte Henry Faucheur et réalisé par le marbrier Lelu et le mosaïste Louis Barillet. Cette large stèle rectangulaire, arrondie au sommet a été construite en pierre et revêtue de mosaïque représentant des drapeaux français au sommet tandis que les noms des victimes sont inscrits au-dessous. 99 soldats ont été identifiés. En dessous est inscrite cette dédicace : 

« Aux combattants des 231e, 246e, 276e R.I. et des 55e et 56e D.I. »

Dans l’ossuaire situé devant le monument, reposent également les corps de 32 soldats et 2 sergents non-identifiés.

Une stèle en forme de croix élancée marque l'emplacement où tomba Charles Péguy avec cette dédicace : 

« En ces champs tomba Charles Péguy le 5 septembre 1914. »

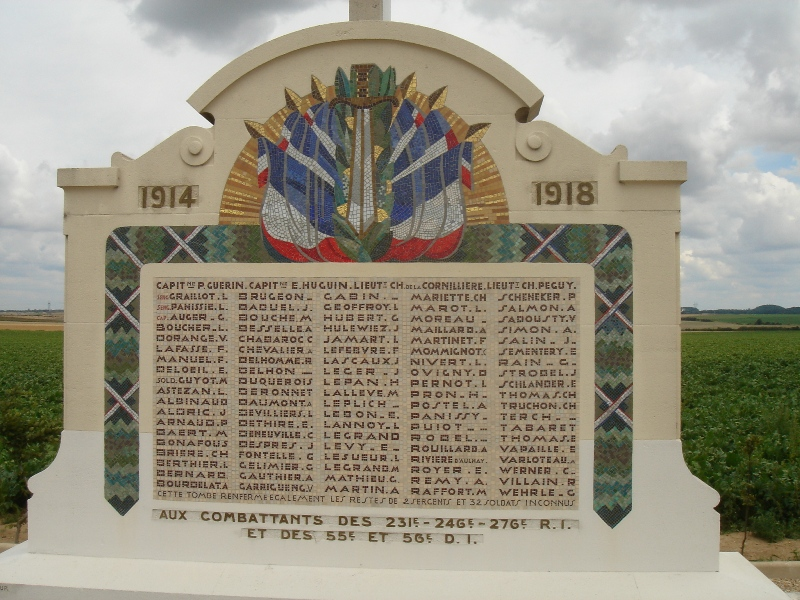
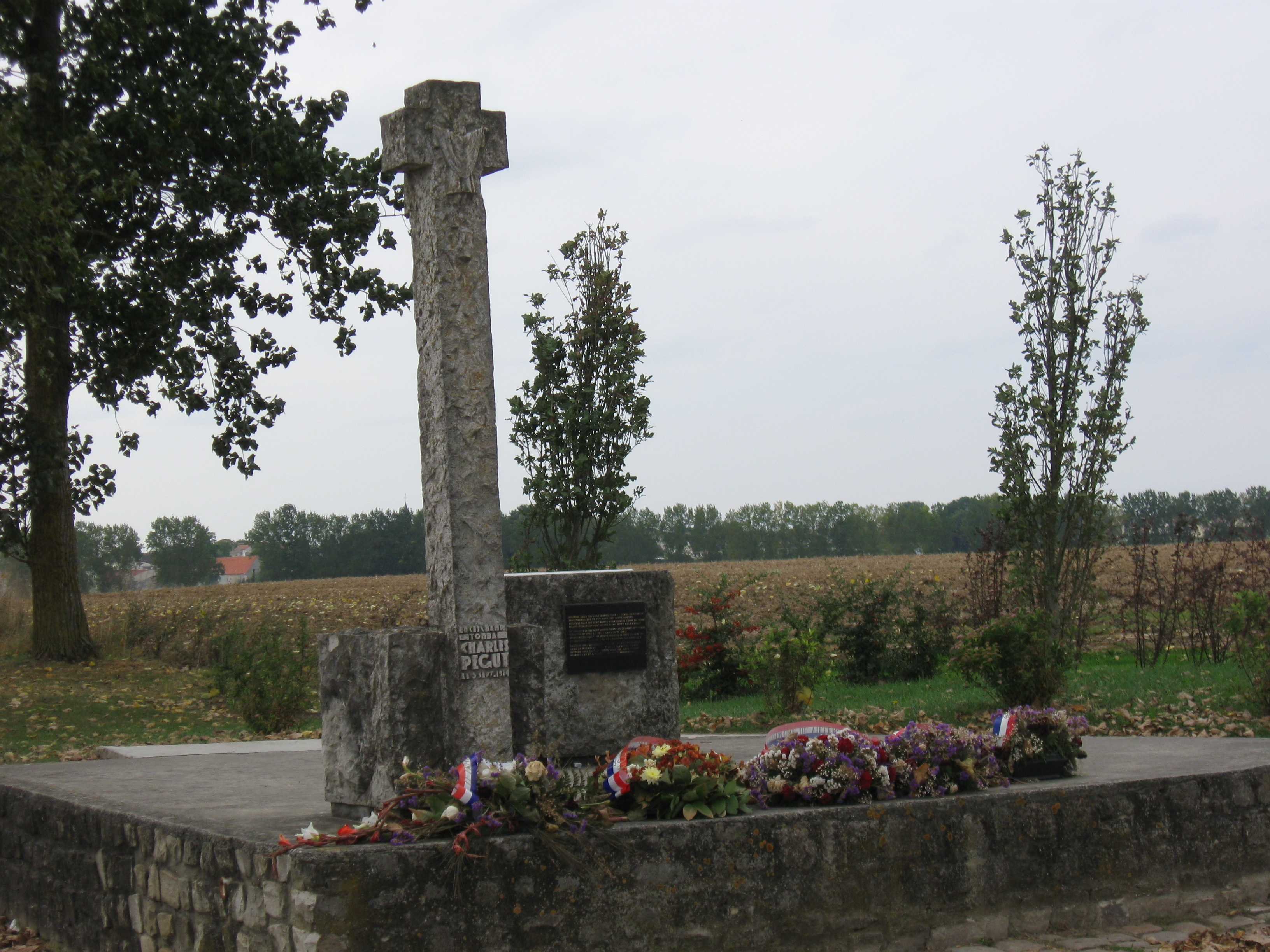
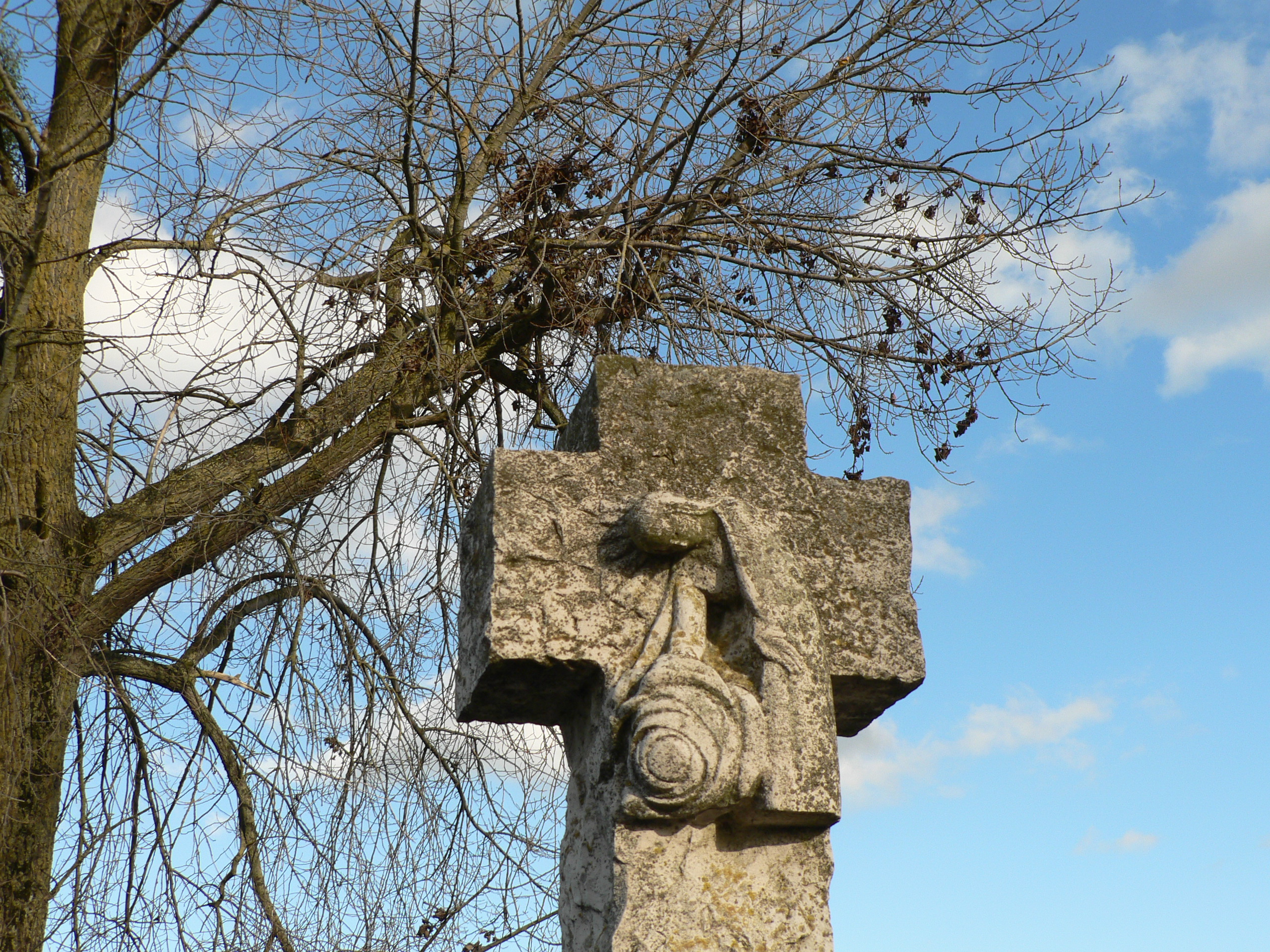
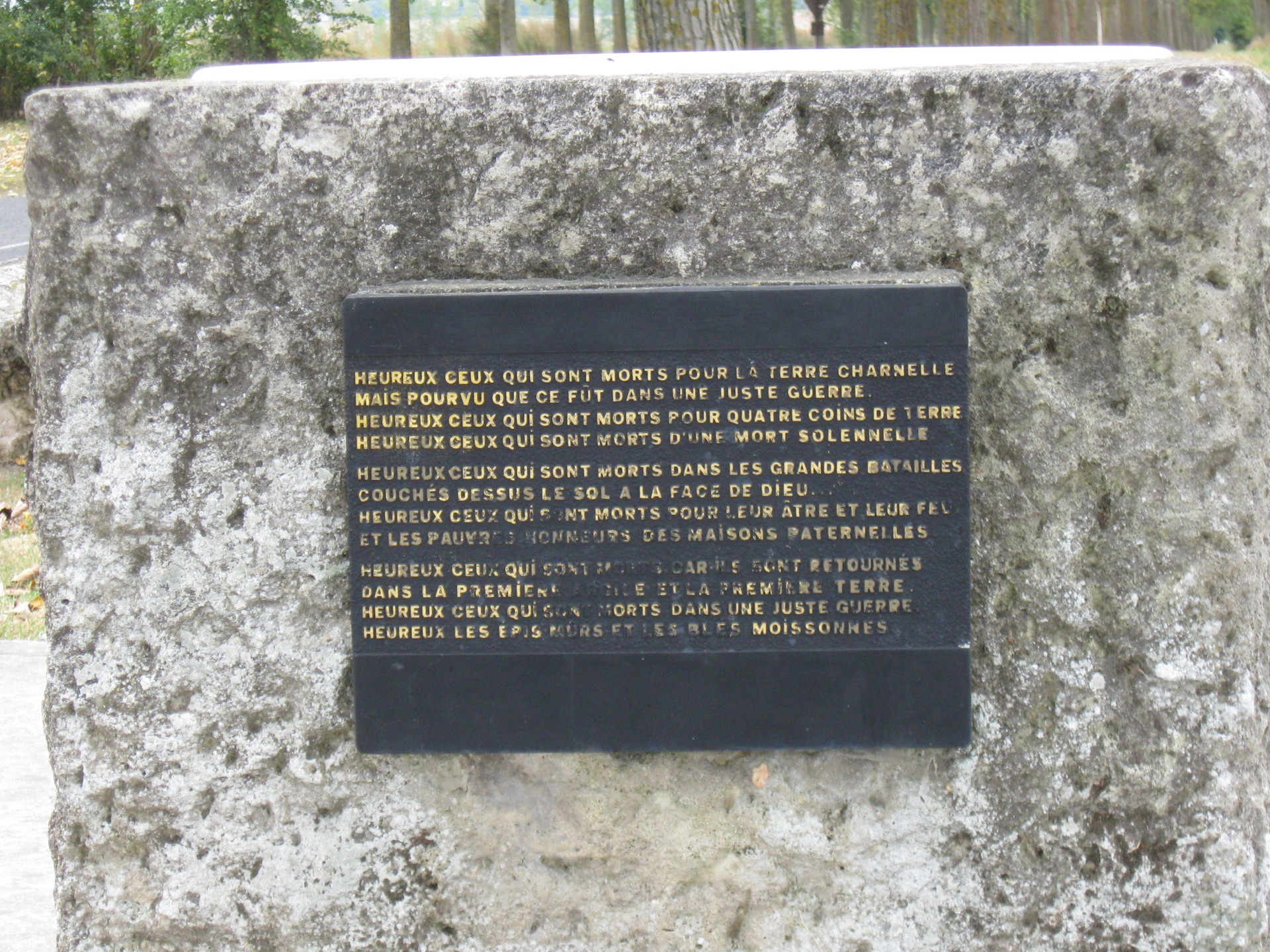
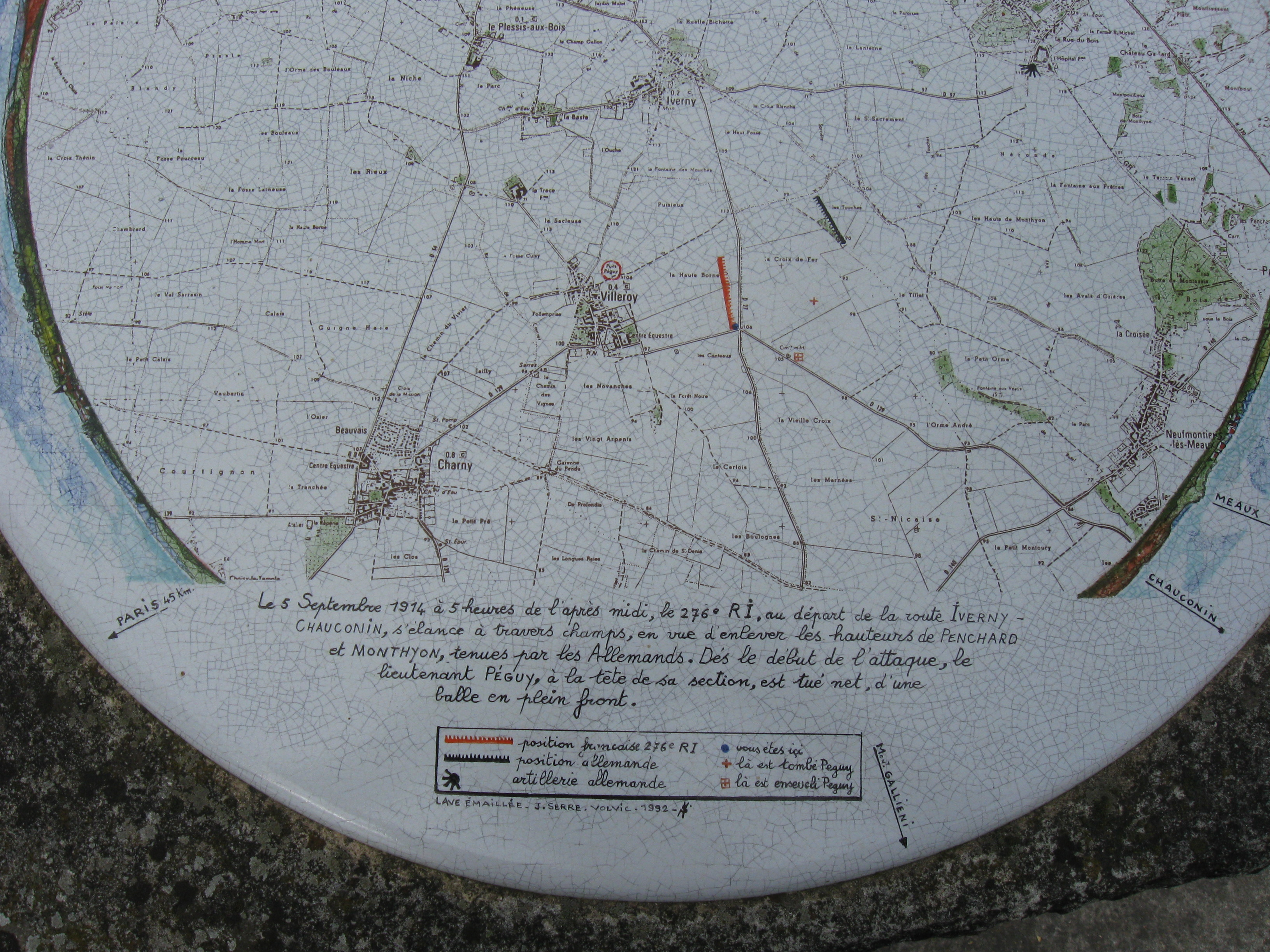